# 永年大楼
31°14′08″N 121°29′05″E / 31.23556°N 121.48472°E
永年大楼，位于上海市黄浦区广东路93号，即广东路与四川中路西南转角处。该建筑建成于1910年，原由英商永年人寿保险公司所建，故得名永年大楼。之后该楼历经多次转手，包括中国贸易公司、宁绍轮船公司、三北轮船公司等所有，现为恒松资本租用。建筑由通和洋行设计，高三层，为西方古典式建筑。1994年，大楼入选上海市优秀历史建筑。

## 业主历史
1898年，英国人摩尔在上海创办永年人寿保险公司，公司开设在当时的广东路13号（即今广东路93号现址）。公司当时主要以外商企业作为服务对象，1901年以后开始接受中国人的保单，此后业务量迅速扩张，不久成为沪上最大的从事寿险的外资公司。为体现公司的雄厚实力和自己在上海保险业的地位，1907年，永年人寿拆除原先房屋，重新聘请通和洋行设计兴建新的公司大楼，1910年完工。
1914年，第一次世界大战爆发，作为外商主要投保的永年人寿业务受到打击。1930年代，由于远东形势的恶化，为了防止再次遭受一战时的挫折，永年人寿逐渐向海外转移资金。期间永年人寿向中国贸易公司出售公司大楼，随后该楼改称中贸大楼。二战结束后，宁绍轮船与三北轮船公司租用该楼，该建筑于是又改称宁绍公司大楼。1953年，上海各行业开展公私合营改造，三北轮船公司由此并入长江航运公司。1955年，永年大楼的产权移交至上海市房地局，并由房地局出租给培高钟厂作为作业车间使用，因此该楼这段时间也被称为培高大楼。后来，该楼划给上海市轻工业局使用，作为该局的老干部活动室。1992年，由中国工商银行和法国巴黎银行出资的上海巴黎国际银行成立，并租用该楼底层进行办公。
2014年，恒松资本入驻永年大楼，历史由此掀开新的篇章。

## 建筑风格及构造

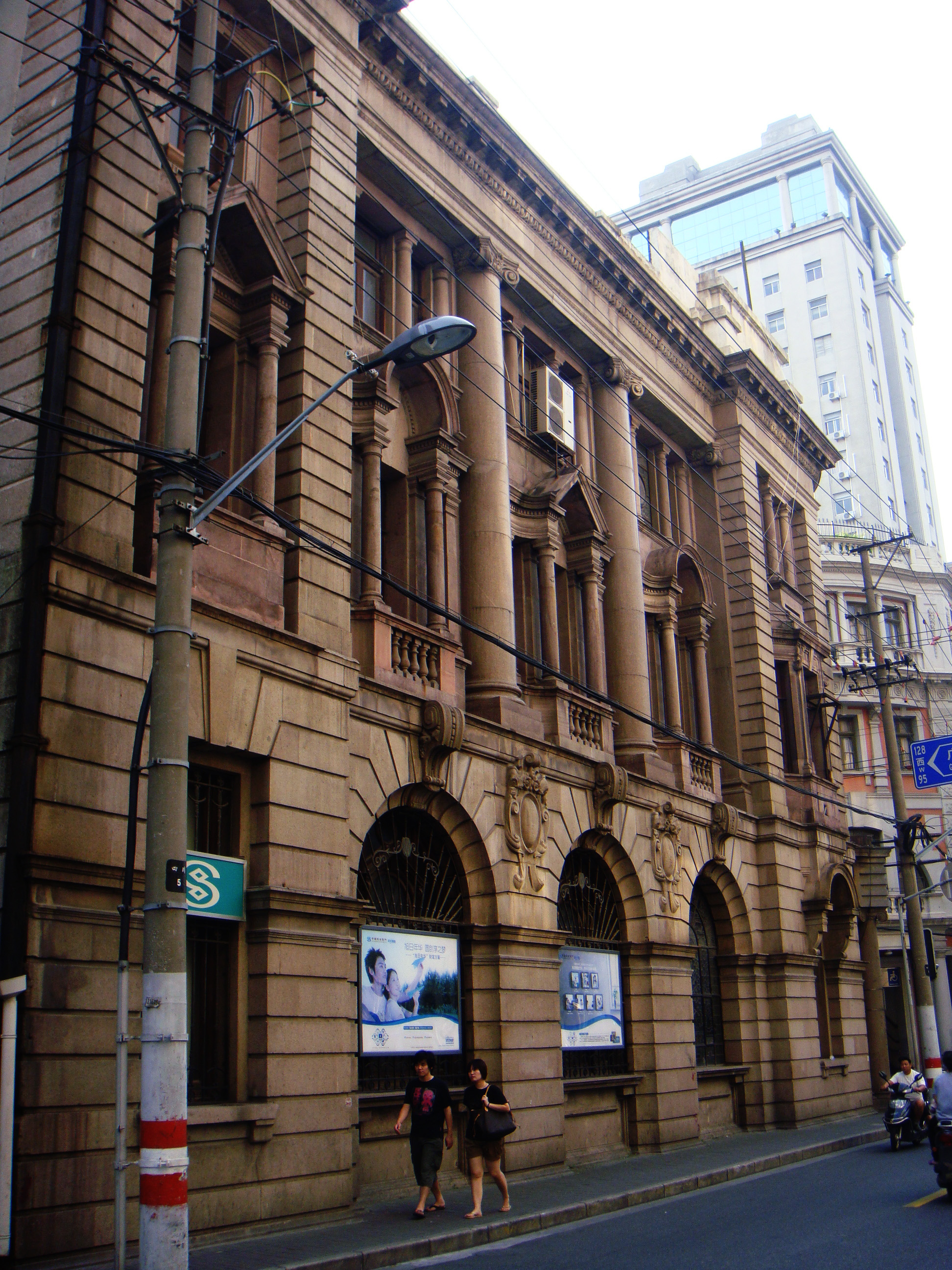
四川路一侧的立面

由英商通和洋行设计、英商汇广建筑公司承建的永年大楼，内部框架由钢筋混凝土搭建，外面全部采用花岗岩石块砌筑外墙，是中国第一座全部采用花岗岩砌筑外墙的建筑。大楼总建筑面积约3816.3平方米，主入口朝向东北方，左右两面沿广东路和四川路均衡展开。建筑立面设计采用古典主义风格，内部和外部设计和用料考究。
永年大楼整体立面参考卢浮宫东立面的形式，严格按照古典主义构图原则，采用三平五竖的格局。主入口与入口两侧的立面设计的窗户略小，墙面略往外突出，形成显著的中部主体。而建筑物的两侧的最两端的位置也使用小窗和突出的设计。由此构成中部、两翼、两端的五竖格局。大楼层高三层，部分地方高四层。在主立面的外檐上方设计了女儿墙。加上底层的增高设计，使得建筑在横面呈现三段式的格局，即所谓的三平。此外，三平也严格按照了古典主义1:3:2的比例布局。在细节部分，两翼使用爱奥尼柱式分割成了三个小区段，每个区段的窗户采用半圆、三角、半圆的方式布置，并且在窗户两侧再设置了两根小立柱。这种设计是按照意大利文艺复兴建筑的常用布局，即所谓的“帕拉迪奥构图法”。另外，主入口上方增设的雕塑和窗户的一些细节部分采用了巴洛克风格。
建筑物内部每层大厅的墙面和地面均使用大理石装饰或铺设。入口内侧的门厅内的穹顶和墙面均使用金色和彩色的马赛克拼成圣经故事图画。另外建筑的底层窗户也用彩色玻璃组合成圣经人物故事。这些马赛克和玻璃图画均由土山湾天主教孤儿院的孩子创作完成。之所以永年人寿采用这种宗教图案布置，主要是体现公司希望客户健康平安，符合公司以人性关爱为主的经营理念。